# Balázs Kiss
Balázs Kiss (* 21. března 1972, Veszprém) je maďarský atlet, olympijský vítěz v hodu kladivem z roku 1996.
Největšího úspěchu dosáhl na olympiádě v Atlantě v roce 1996, kde zvítězil v soutěži kladivářů hodem 81,24. Celkem čtyřikrát startoval v hodu kladivem na světových šampionátech, vždy však skončil pod stupni vítězů. Má jednu medaili z mistrovství Evropy – před domácím publikem vybojoval v Budapešti v roce 1998 stříbrnou medaili. Jeho osobní rekord v hodu kladivem je rovných 83 metrů (z roku 1998). Sportovní kariéru ukončil v roce 2004.